# Cerro del Quimal
Cerro del Quimal är ett berg i Chile.   Det ligger i provinsen Provincia de Antofagasta och regionen Región de Antofagasta, i den norra delen av landet, 1 200 km norr om huvudstaden Santiago de Chile. Toppen på Cerro del Quimal är 4 274 meter över havet.
Terrängen runt Cerro del Quimal är huvudsakligen kuperad. Cerro del Quimal är den högsta punkten i trakten. Trakten runt Cerro del Quimal är nära nog obefolkad, med mindre än två invånare per kvadratkilometer.. Det finns inga samhällen i närheten.
Trakten runt Cerro del Quimal är ofruktbar med lite eller ingen växtlighet.